# 長尾理保子
長尾 理保子（ながお りほこ、11月14日 - ）は、日本の女性声優、ナレーター。所属事務所はオフィストクヒロ。神奈川県出身。血液型はA型。
以前はアーツビジョンやウイットプロモーションに所属していた。

## 出演作品

### テレビアニメ
1988年
- つるピカハゲ丸くん（クルミ、みどり）[4]
- ハロー!レディリン（メアリ・ウィバリー）

1990年
- RPG伝説ヘポイ（ペペコ）

### OVA
1990年
- イケナイBOY[4]（仲田美穂）
- 1+2=パラダイス（中村結花）[4]

1991年
- 俺の空 刑事篇（御前一十三）[4]
- MOMOKO[4]（麗子）

### 劇場アニメ
1986年
- プロジェクトA子（アベック）

### ドラマCD
1994年
- くるくるトライアングル